# Trolejbusy w Murmańsku

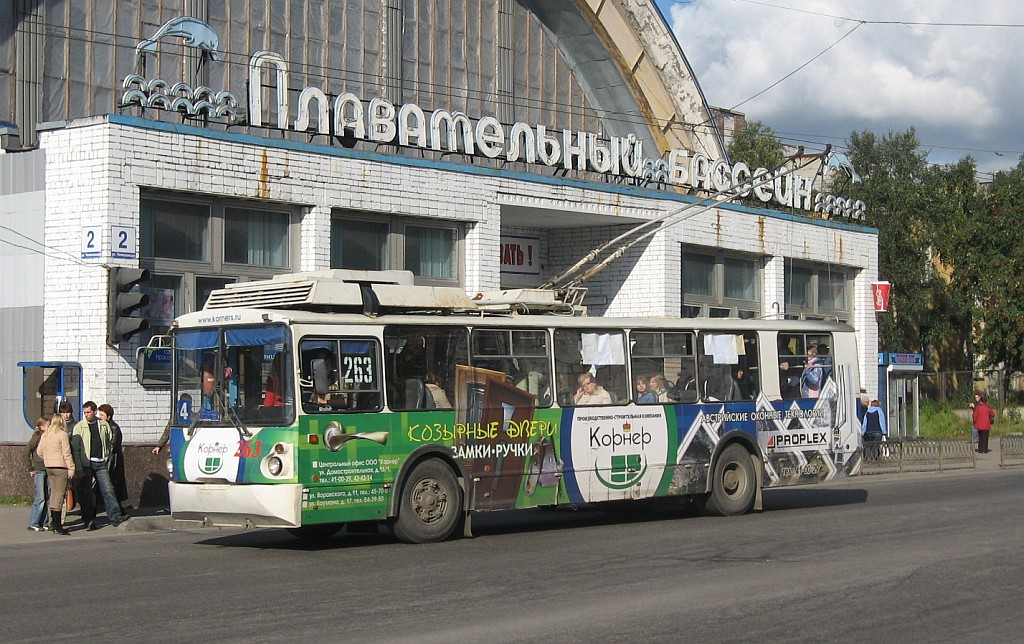
Trolejbus VZTM-5284.02 nr 263

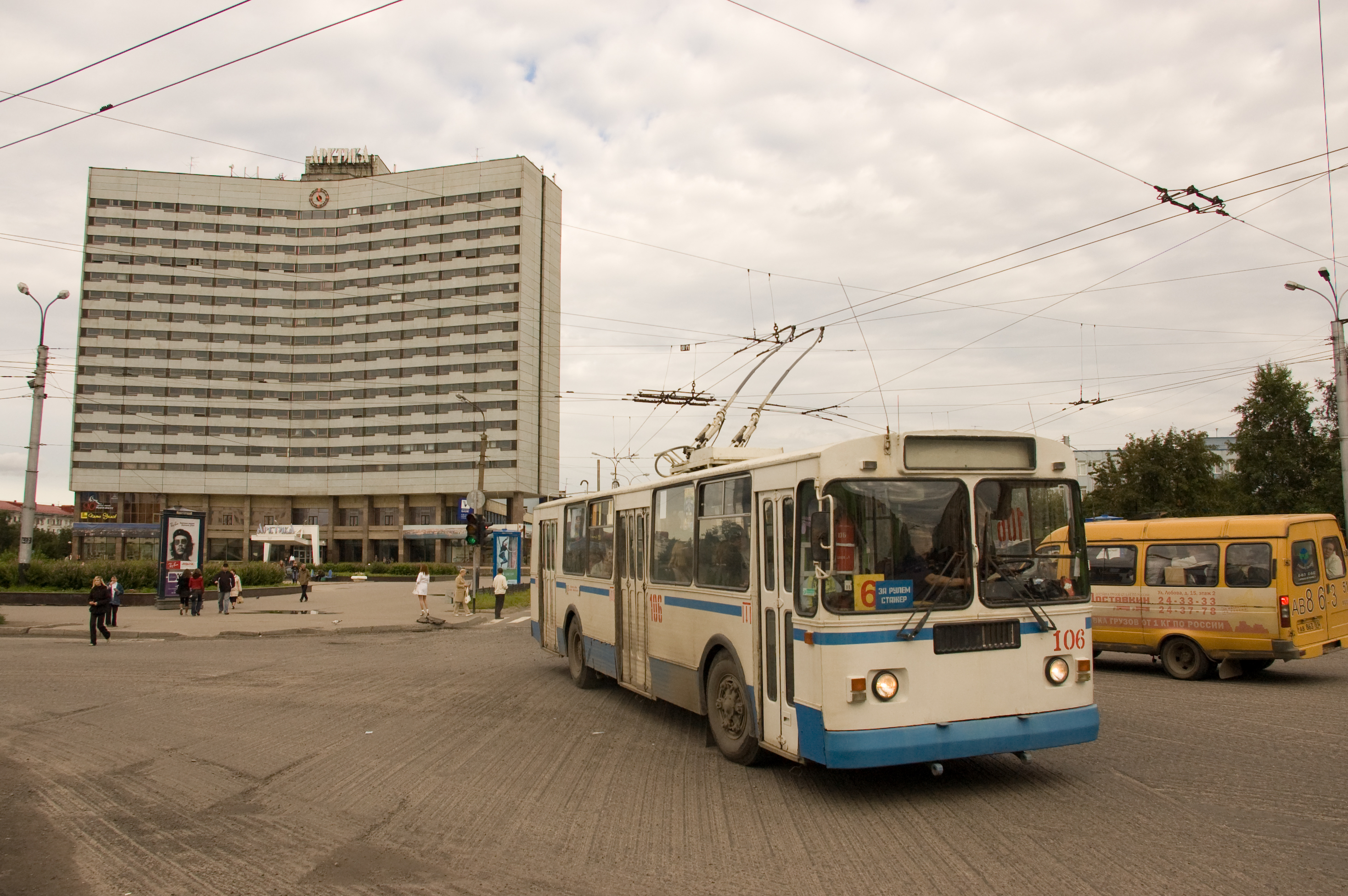
Trolejbus ZiU-9 w Murmańsku

Trolejbusy w Murmańsku − system komunikacji trolejbusowej działający w rosyjskim mieście Murmańsk.

## Historia
Budowę zajezdni i podstacji trakcyjnych rozpoczęto w 1958. Pierwszą linię otwarto 11 lutego 1962 na trasie łączącej ulicę Karla Liebknechta ze szpitalem, o długości 8,6 km. W grudniu 1967 otwarto przedłużenie do ulicy Гаджиева. W 1971 linię trolejbusową wydłużano dwukrotnie w związku z rozbudową sieci rosła potrzeba budowy nowej zajezdni. W 1975 oddano do eksploatacji w północnej części miasta nową zajezdnię dla 100 trolejbusów. Także w tym roku wybudowano nową linię łączącą ulicę Karla Liebknechta z автоколонной №1118. W 1979 otwarto linię do Героев Рыбачьего. Sieć trolejbusowa osiągnęła długość powyżej 50 km. W 1979 zlikwidowano 4 linie trolejbusowe z 7 linii zostały trzy o nr 3, 4 i 6. Powodem tej decyzji było dublowanie się linii. W grudniu 1988 otwarto linię nr 10 o długości 10,6 km, połączyła ona aleję Karola Marksa z Героев Рыбачьего. W 2007 trolejbusy wyposażono w system nawigacji GPRS, także w tym roku rozpoczęto budowę linii trolejbusowej na ulicy Ивченко - Лобова. Obecnie całkowita długość linii wynosi 74 km, w mieście są dwie zajezdnie trolejbusowe oraz 11 podstacji trakcyjnych. Murmańsk jest najbardziej wysuniętym miastem na północ posiadającym trolejbusy.

## Linie
Obecnie w Murmańsku jest 5 linii trolejbusowych w tym jedna szczytowa:
- 2: ул. Лобова − АК № 1118 (linia szczytowa)
- 3: ул. Гаджиева − ул. Радищева
- 4: ул. Лобова − ул. Щербакова
- 6: ул. К. Либкнехта − просп. Героев Рыбачьего
- 10: ул. К. Маркса − просп. Героев Рыбачьего

## Tabor
W 1961 otrzymano pierwsze trolejbusy, było to 13 trolejbusów ZiU-5. W 1997 otrzymano trolejbus AKSM 101A. W 2006 zakupiono pierwsze niskopodłogowe trolejbusy. Obecnie w Murmańsku jest 136 trolejbusów:
- ZiU-9 (10 odmian) - 77 trolejbusów
- VZTM-5284 (2 odmiany) - 16 trolejbusów
- AKSM 101PS - 10 trolejbusów
- VMZ-170 - 7 trolejbusów
- VZTM-5290.02 - 6 trolejbusów
- TrolZa-5265 Megapolis - 5 trolejbusów
- VMZ-5298.00 (VMZ-375) - 4 trolejbusy
- VMZ-100 - 3 trolejbusy
- VMZ-52981 - 2 trolejbusy
- AKSM 101A - 1 trolejbus
- VMZ-5298.01 (VMZ-463) - 1 trolejbus